# Veronica Angeloni

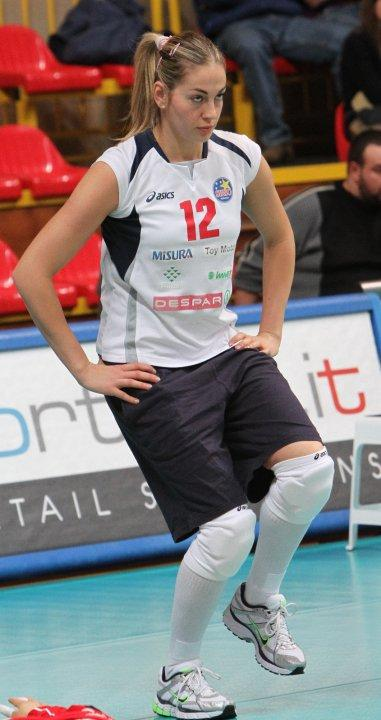

Veronica Angeloni (ur. 6 lipca 1986 w Massa) – włoska siatkarka, reprezentantka kraju grająca na pozycji przyjmującej.

## Przebieg kariery
| Lata                      | Klub                            |                   |                   |                   |                   |                   |                   |                   |                   |                   |
| kariera juniorska         | kariera juniorska               | kariera juniorska | kariera juniorska | kariera juniorska | kariera juniorska | kariera juniorska | kariera juniorska | kariera juniorska | kariera juniorska | kariera juniorska |
| ------------------------- | ------------------------------- | ----------------- | ----------------- | ----------------- | ----------------- | ----------------- | ----------------- | ----------------- | ----------------- | ----------------- |
| 1998–2001                 | Pallavolo Carrarese             |                   |                   |                   |                   |                   |                   |                   |                   |                   |
| 2001–2004                 | Club Italia                     |                   |                   |                   |                   |                   |                   |                   |                   |                   |
| kariera seniorska         |                                 |                   |                   |                   |                   |                   |                   |                   |                   |                   |
| 2004–2005                 | Bigmat Kerakoll Chieri          |                   |                   |                   |                   |                   |                   |                   |                   |                   |
| 2005–2006                 | Asystel Novara                  |                   |                   |                   |                   |                   |                   |                   |                   |                   |
| 2006–2007 (do 15.03.2007) | Bigmat Sanpaolo Chieri          |                   |                   |                   |                   |                   |                   |                   |                   |                   |
| 2007 (od 16.03.2007)      | Minetti Infoplus Vicenza        |                   |                   |                   |                   |                   |                   |                   |                   |                   |
| 2007–2008                 | Infotel Banca di Forlì          |                   |                   |                   |                   |                   |                   |                   |                   |                   |
| 2008–2009                 | Despar Perugia                  |                   |                   |                   |                   |                   |                   |                   |                   |                   |
| 2009–2010 (do 02.01.2010) | Rebecchilupa Piacenza           |                   |                   |                   |                   |                   |                   |                   |                   |                   |
| 2010–2011 (od 03.01.2010) | Despar Perugia                  |                   |                   |                   |                   |                   |                   |                   |                   |                   |
| 2010–2012 (do 02.01.2012) | Spes Volley Conegliano          |                   |                   |                   |                   |                   |                   |                   |                   |                   |
| 2012–2013 (od 03.01.2012) | Zarieczje Odincowo              |                   |                   |                   |                   |                   |                   |                   |                   |                   |
| 2013–2014                 | IHF Volley Frosinone            |                   |                   |                   |                   |                   |                   |                   |                   |                   |
| 2014–2015                 | Nordmeccanica Rebecchi Piacenza |                   |                   |                   |                   |                   |                   |                   |                   |                   |
| 2015–2017                 | Saint-Raphaël Volley-Ball       |                   |                   |                   |                   |                   |                   |                   |                   |                   |
| 2017                      | PT Petrokemia Gresik            |                   |                   |                   |                   |                   |                   |                   |                   |                   |
| 2018 (od 09.03.2018)      | myCicero Pesaro                 |                   |                   |                   |                   |                   |                   |                   |                   |                   |
| 2018–2019                 | Sigel Marsala                   |                   |                   |                   |                   |                   |                   |                   |                   |                   |
| 2019–2021                 | Bartoccini Fortinfissi Perugia  |                   |                   |                   |                   |                   |                   |                   |                   |                   |
| 2021–                     | Savino Del Bene Scandicci       |                   |                   |                   |                   |                   |                   |                   |                   |                   |

## Sukcesy klubowe
Puchar Top Teams:
- 2005, 2006

Superpuchar Włoch:
- 2005, 2014

Liga Mistrzyń:
- 2009

Mistrzostwo Francji:
- 2016

Superpuchar Francji:
- 2016

Puchar Challenge:
- 2022[2]

Puchar CEV:
- 2023[3]

## Sukcesy reprezentacyjne
Mistrzostwa Europy Kadetek:
- 2003

Mistrzostwa Europy Juniorek:
- 2004

Volley Masters Montreux:
- 2009

Letnia Uniwersjada:
- 2009

## Nagrody indywidualne
- 2003: Najlepsza atakująca Mistrzostw Europy Kadetek